# Alpini d'arresto
Quella degli Alpini d'arresto era una specializzazione della Arma di Fanteria dell'Esercito italiano. 
Furono istituiti nel 1962, per trasformazione dei precedenti  battaglioni da posizione via via creati a partire dal 1951, al fine di presidiare le opere di difesa permanenti poste lungo il confine tra l'Austria e la Jugoslavia, in previsione di un attacco delle truppe del patto di Varsavia.

## Descrizione

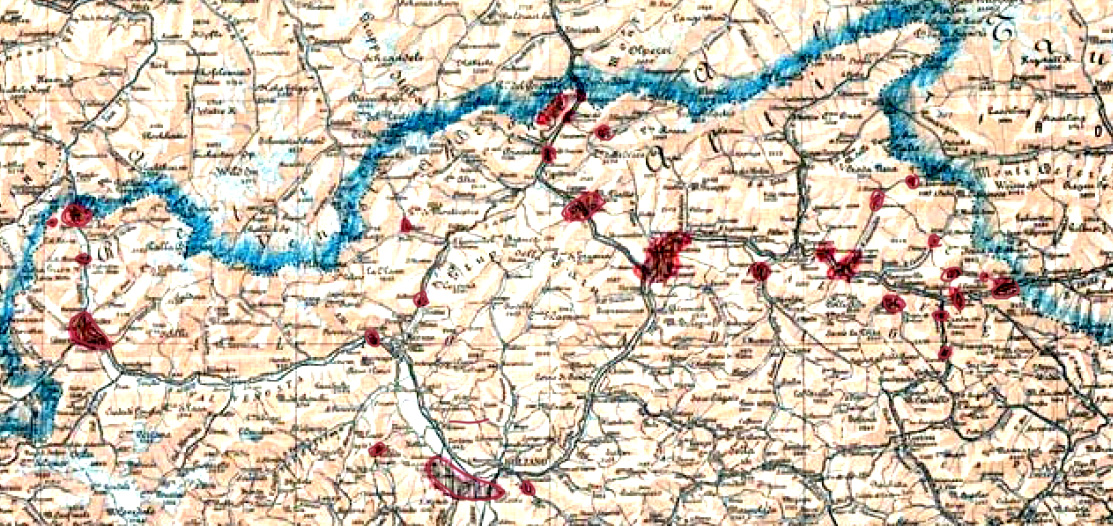
Gli sbarramenti del Vallo alpino in Alto Adige

La gran parte di queste opere derivò dal riutilizzo delle fortificazioni del Vallo Alpino già utilizzate dalla Guardia alla frontiera (GAF) nel periodo pre-bellico e opportunamente riadattate con le nuove esigenze di difesa NBC (nucleare-chimica-biologica) post-belliche.
Reparti con compiti medesimi verranno creati nel dopoguerra anche in ambiente di pianura e prenderanno il nome di "Fanteria d'arresto";
in questo caso infatti la linea fortificata dovette essere ricostruita interamente, poiché lo spostamento del confine italiano verso Ovest alla fine della guerra lasciò le opere del Vallo alpino orientale, realizzate nel periodo interbellico, nel territorio della Jugoslavia socialista.
Sostanzialmente, i compiti degli Alpini d'arresto erano gli stessi della Fanteria d'arresto, con l'unica differenza che la collocazione geografica delle opere e dei reparti era in zona montana e quindi di competenza alpina.
Tutti i reparti "d'arresto" (sia alpini che di fanteria) furono definitivamente sciolti nel 1992, dato il cessato pericolo della guerra fredda.
(Motto XI R.A.P.)

## Storia

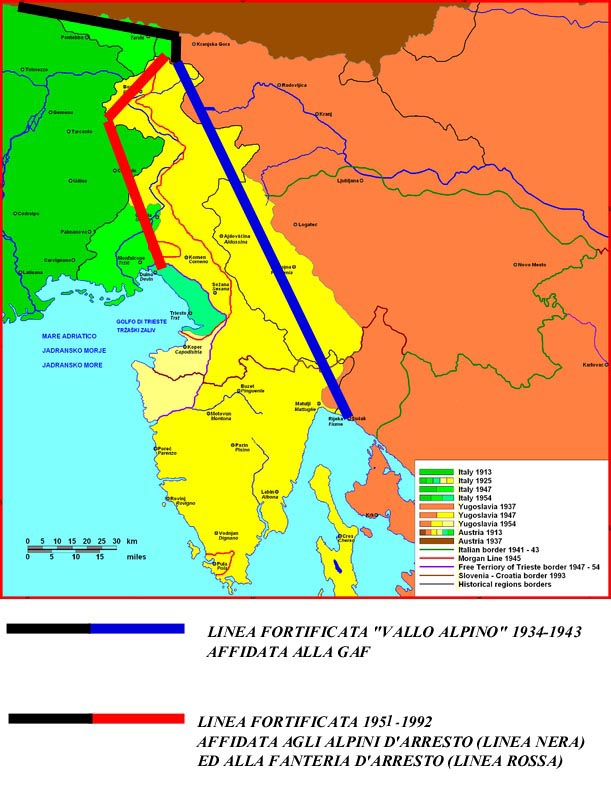
Linea del Vallo Alpino Orientale

Dopo la seconda guerra mondiale il trattato di pace ratificato dall'Italia e dagli Alleati prevedeva che tutte le fortificazioni e le installazioni permanenti italiane esistenti lungo la frontiera italo-jugoslava, compresi i loro armamenti, fossero distrutte o rimosse nel limite di una distanza di 20 chilometri dalla frontiera, ma nei primi anni cinquanta il timore di un'invasione proveniente da Est portò alla costruzione di un nuovo sistema fortificato permanente alla frontiera orientale; le opere vennero realizzate e ultimate verso la metà degli anni sessanta anche per mezzo di contributi ricevuti dalla NATO.
Le fortificazioni di difesa, dette "sbarramenti", nel Friuli-Venezia Giulia si estendevano, da sud a nord, dal Passo di Tanamea sino al Tarvisio e da est a ovest, dalla Carnia sino all'alta valle del Tagliamento. Nel Trentino-Alto Adige coprivano, principalmente, la zona del Passo Resia, Brennero, Dobbiaco e della val d'Adige.
Per presidiare le nuove opere difensive vennero appositamente costituiti nuovi Reparti d'Arresto che hanno ereditato le tradizioni della Guardia alla Frontiera che aveva operato precedentemente alla seconda guerra mondiale; vennero così costituiti reggimenti di fanteria d'arresto, di alpini d'arresto e del genio d'arresto.
Nel 1953 erano operativi quattro Raggruppamenti di Frontiera:
- I a Merano (Bolzano);
- II a San Candido (Bolzano);
- III a Tolmezzo (Udine);
- IV a Paluzza (Udine).

L'anno successivo sono trasformati in:
- 11º Raggruppamento di Frontiera, su 3 gruppi di sbarramenti, a Tolmezzo (Udine) - sbarrava la Val Canale e Canal del Ferro;
- 12º Raggruppamento di Frontiera, su 2 gruppi di sbarramenti, a Gemona (Udine) - sbarrava la Valle del But;
- 21º Raggruppamento di Frontiera, su 3 gruppi di sbarramenti, a Brunico (Bolzano) - sbarrava la Val Pusteria;
- 22º Raggruppamento di Frontiera, su 2 gruppi di sbarramenti, a Merano (Bolzano) - sbarrava l'alta Valle Isarco e la Val Venosta.

Vennero costituiti anche 3 battaglioni genio pionieri d'arresto.
Una decina d'anni dopo i reparti vengono trasformati in:
- 11º Raggruppamento alpini d'arresto, su 3 Battaglioni: "Val Tagliamento", "Val Fella" e "Val Natisone";
- 21º Raggruppamento alpini d'arresto, su 3 Battaglioni: "Val Brenta", "Val d'Adige" (Q) e "Val Leogra";
- 22º Raggruppamento alpini d'arresto, su 2 Battaglioni: "Val Chiese" e "Val Camonica" (Q);
- 52º Reggimento fanteria d'arresto "Alpi", su 3 battaglioni, a Tarcento (Udine);
- 53º Reggimento fanteria d'arresto "Umbria" su 3 battaglioni;
- 1º Reggimento Genio Pionieri d'Arresto, su 3 battaglioni;
- 3º Reggimento Genio Pionieri d'Arresto, su 3 battaglioni.
- Battaglione alpini "Val Cismon"

Le fortificazioni vengono suddivise in due categorie:
- la categoria A comprendeva le opere destinate al pronto impiego, presidiate in modo permanente da reparti dell'esercito e dotate di una scorta di munizioni pronte all'uso;
- la categoria B comprendeva le opere che di norma non erano presidiate, ma che venivano regolarmente ispezionate e mantenute in efficienza.

Le installazioni costruite in casamatta o in caverna, dispongono di corridoi d'accesso distribuiti su più livelli, e armate di cannoni controcarri e mitragliatrici, nonché di alcune torrette tolte a vecchi carri armati (tecnica efficacemente usata durante la guerra specialmente in Africa Settentrionale).
Gli Alpini d'arresto dell'Esercito Italiano nacquero ufficialmente il 30 settembre 1962, per trasformazione dei precedenti Battaglioni da Posizione e successivamente commutati in Alpini da Posizione che furono via via creati a partire dal 1951.
Non essendo più quindi autonomi come lo erano in precedenza, i battaglioni vennero accorpati a Grandi unità, come la Brigata alpina "Tridentina", la Brigata alpina "Orobica", al Comando Truppe Carnia Cadore ed in seguito alle brigate alpine "Cadore" e la "Julia".
Il 1º luglio 1963 la numerazione dei Battaglioni Alpini d'Arresto cambiò da numeri romani a numeri arabi, ed essi assunsero il nome di alcuni Battaglioni "Valle", che avevano reso preziosi contributi sul fronte greco-albanese e su quello russo durante la seconda guerra mondiale.
Negli anni settanta l'Esercito adoperò una delle sue principali riforme di Ordinamento, che provocò molte ristrutturazioni anche a livello di organizzazione dei reparti Alpini d'Arresto; anche le mutate esigenze strategiche e le riduzioni delle spese militari fecero sì che, negli anni ottanta, alcuni battaglioni e compagnie fossero sciolti.
Le fortificazioni, dopo essere state ripristinate e riarmate a partire dagli anni cinquanta ed essere state ammodernate nel tempo, con l'inserimento di appositi sistemi di aerazione/deumidificazione, con la fine della guerra fredda furono progressivamente smantellate e nel 1993 ne venne completata la dismissione.
La fine degli Alpini d'Arresto si ebbe nel 1992 e le ultime compagnie vennero utilizzate per smantellare e sigillare le ultime fortificazioni esistenti.

## Reparti
Nel 1963 risultavano costituiti:
- Battaglione alpini "Val Fella", alle dipendenze dell'11º Raggruppamento alpini d'arresto;
- Battaglione alpini "Val Natisone", alle dipendenze dell'11º Raggruppamento alpini d'arresto;
- Battaglione alpini "Val Tagliamento", alle dipendenze dell'11º Raggruppamento alpini d'arresto
- Battaglione alpini "Val Cismon", alle dipendenze della Brigata alpina Cadore;
- Battaglione alpini "Val Brenta", alle dipendenze del 21º Raggruppamento alpini d'arresto;
- Battaglione alpini "Val d'Adige", alle dipendenze del 21º Raggruppamento alpini d'arresto;
- Battaglione alpini "Val Leogra", alle dipendenze del 21º Raggruppamento alpini d'arresto;
- Battaglione alpini "Val Chiese", alle dipendenze del 22º Raggruppamento alpini d'arresto;
- Battaglione alpini "Valcamonica", alle dipendenze del 22º Raggruppamento alpini d'arresto.

Nel 1965 risultavano in vita i seguenti Battaglioni:
- Battaglione alpini "Val Fella", alle dipendenze dell'11º Raggruppamento alpini d'arresto (prima alle dipendenze del Comando Truppe Carnia-Cadore e dal 1975 in forza alla Brigata alpina Julia);
- Battaglione alpini "Val Tagliamento", alle dipendenze dell'11º Raggruppamento alpini d'arresto (prima alle dipendenze del Comando Truppe Carnia-Cadore e dal 1975 in forza alla Brigata alpina Julia);
- Battaglione alpini "Val Cismon", alle dipendenze della Brigata alpina Cadore;
- Battaglione alpini "Val Brenta", alle dipendenze della Brigata alpina Tridentina;
- Battaglione alpini "Val Chiese", alle dipendenze della Brigata alpina Orobica.

Nel 1976:
- Battaglione alpini "Val Tagliamento", alle dipendenze della Brigata alpina Julia;
- Battaglione alpini "Val Brenta", alle dipendenze della Brigata alpina Tridentina.